# Villa Kåa

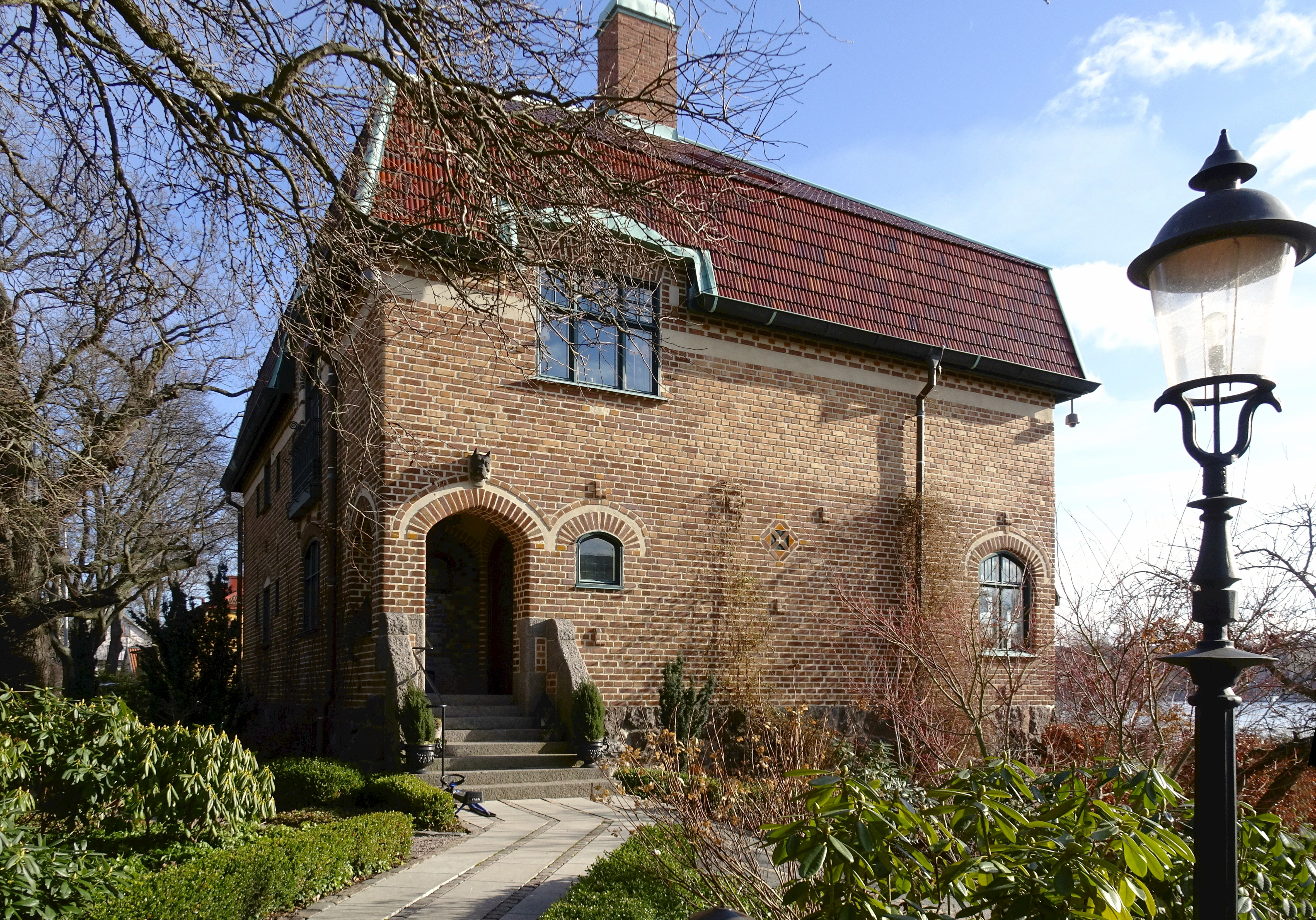
Villa Kåa, mars 2017.

Villa Kåa är en villa i området Alberget vid Djurgårdsvägen 114 på Södra Djurgården i Stockholm. Villan uppfördes mellan 1911 och 1913 efter ritningar av arkitekt Erland Heurlin och är grönklassad av Stadsmuseet i Stockholm, vilket betyder att bebyggelsen är särskilt värdefull från historisk, kulturhistorisk, miljömässig eller konstnärlig synpunkt.

## Historik

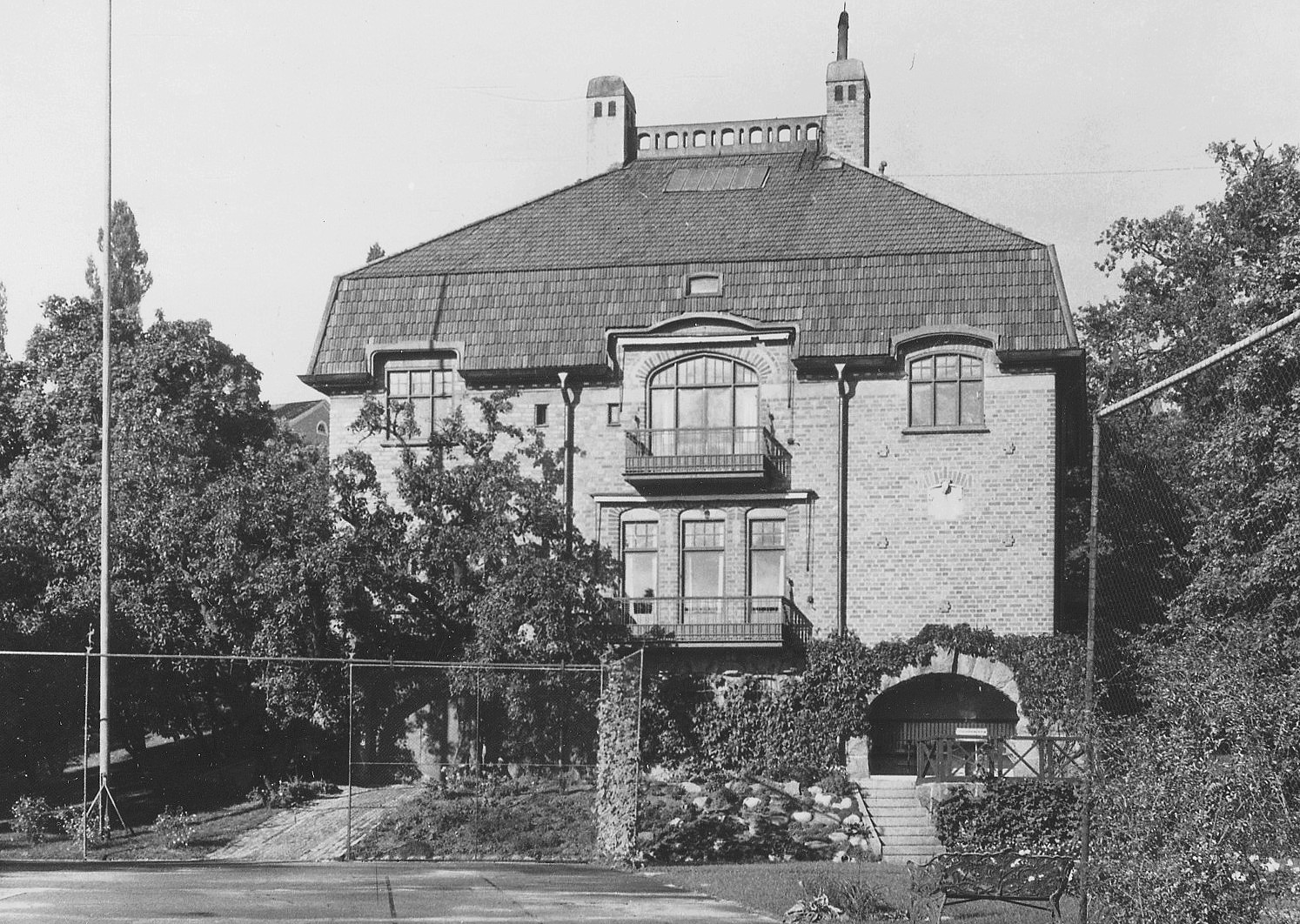
Villa Kåa 1946.

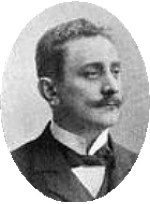
Byggherren Anderson.

Tomten var ursprungligen en del av fastigheten Alberget 3 och ingick på 1850-talet i läkaren Magnus Martin af Pontins egendom Rosenvik. Han kallade sin huvudbyggnad Stora Rosenvik, som var ett av arkitekt Fredrik Bloms flyttbara trähus. Byggnaden finns fortfarande kvar. På den avstyckade östra delen av tomten som fick beteckningen Rosenvik 3 C byggdes 1929 Lilla Rosenvik efter ritningar av arkitekt Curt Björklund på uppdrag av finansmannen Harald Lettström.
Rosenvik 3 C delades 1911 ytterligare en gång och fick då beteckningen Rosenvik 3 BC. Den långsmala tomten sträcker sig mellan Djurgårdsvägen och Valdemarsviken och uppläts samma år till guldsmeden Karl Anderson. Han anlitade arkitekten Erland Heurlin, med vilken han redan tidigare hade ett långtgående samarbete i formgivningen av smide, att utforma huset, som byggherren uppkallade efter sina initialer Villa KÅA.
Heurlin ritade en mycket påkostad byggnad i två våningar med röda tegelfasader i Hyllingetegel i tung, sen jugendstil. Huset präglas av mönstermurningar med inslag av glaserat tegel, omsorgsfullt utarbetade granitdetaljer och ett brutet och valmat tak täckt av glaserat taktegel. Mellan skorstenen märks en åskam av kopparplåt på taknocken. Entréportalen och några fönsteröppningar murades i spetsbåge. Trappsteg och sidostycken utfördes i granit, bruten i Eriksbergsområdet, med reliefinskription ”VILLA” på ena sidan och ”KÅA” på den andra. Över muröppningen till den indragna entrén placerades en stenskulptur av Carl Fagerberg visande ett hundhuvud av en vakthund. På gårdssidans fasad fanns ursprungligen en tavla utformad som ett solur krönt av ett rovfågelhuvud med utbredda vingar. Idag sitter där ett fönster.
Efter Karl Andersons bortgång 1938 bodde hans hustru Signe kvar i många år. 1974 övertogs Villa Kåa av ett investmentbolag som lät rusta upp byggnaden och trädgården. På 1980- och 1990-talen beboddes Villa Kåa av en resebyrådirektör och 2009 såldes egendomen för 75 miljoner kronor.

## Detaljer

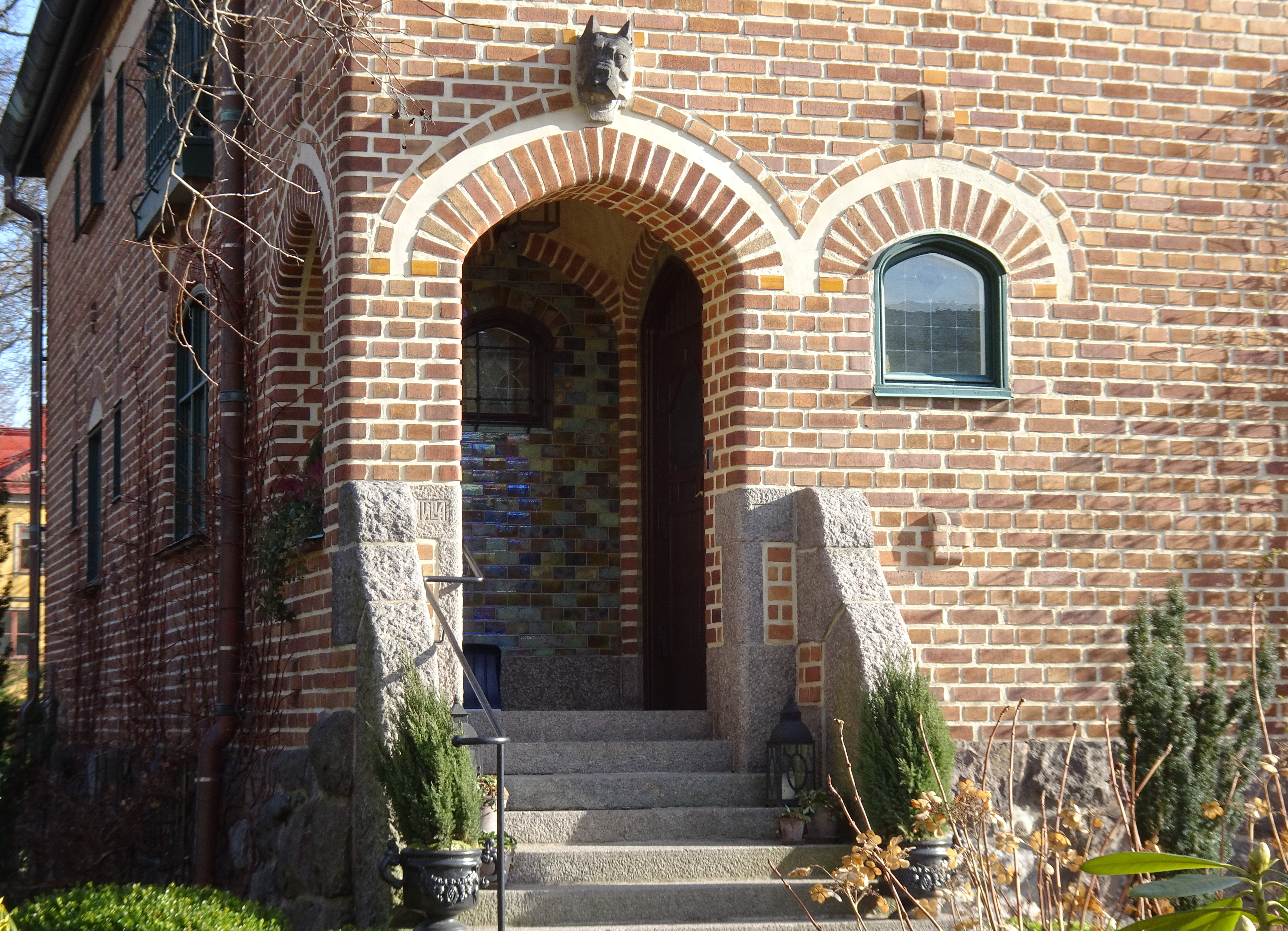
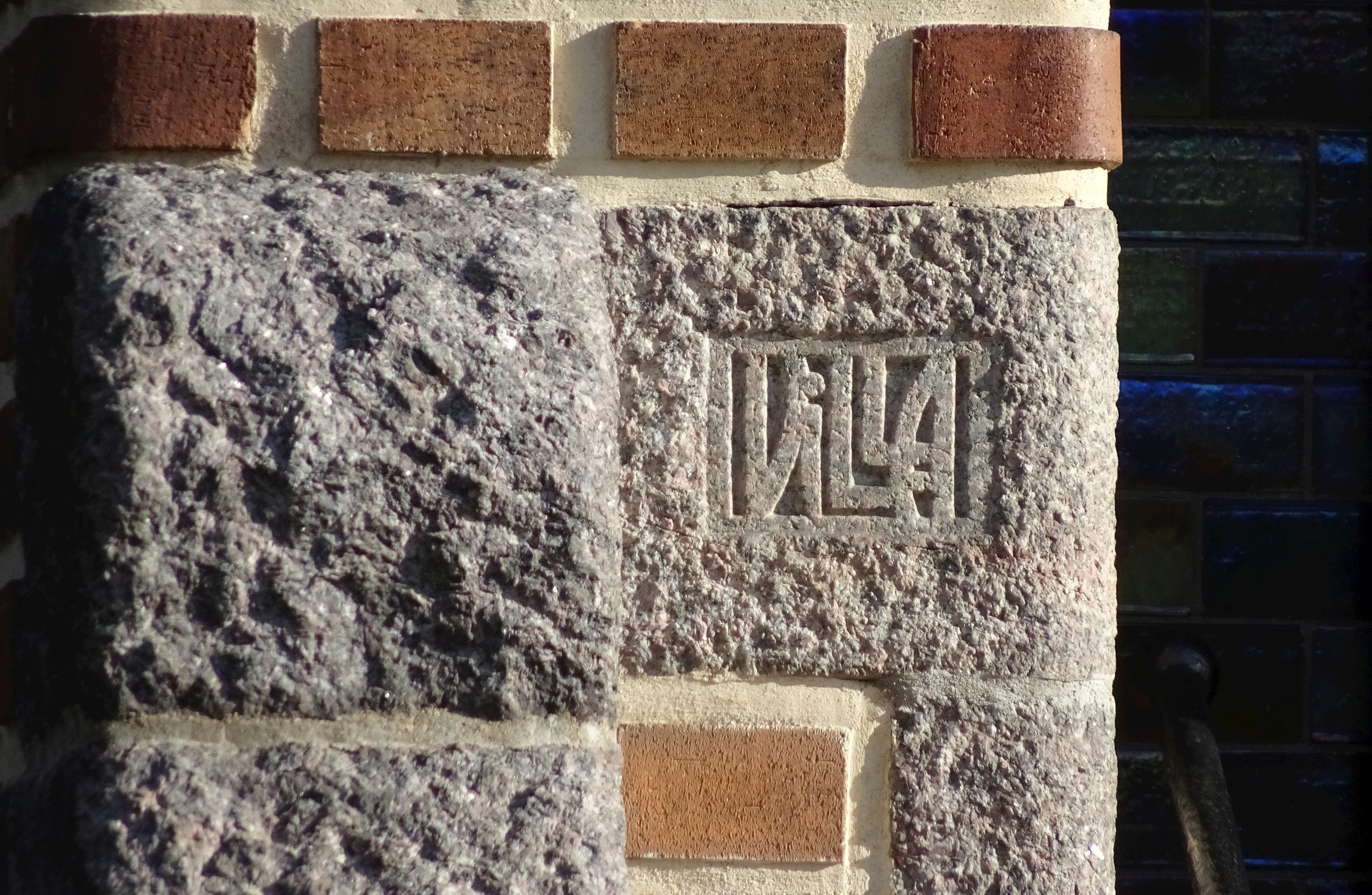
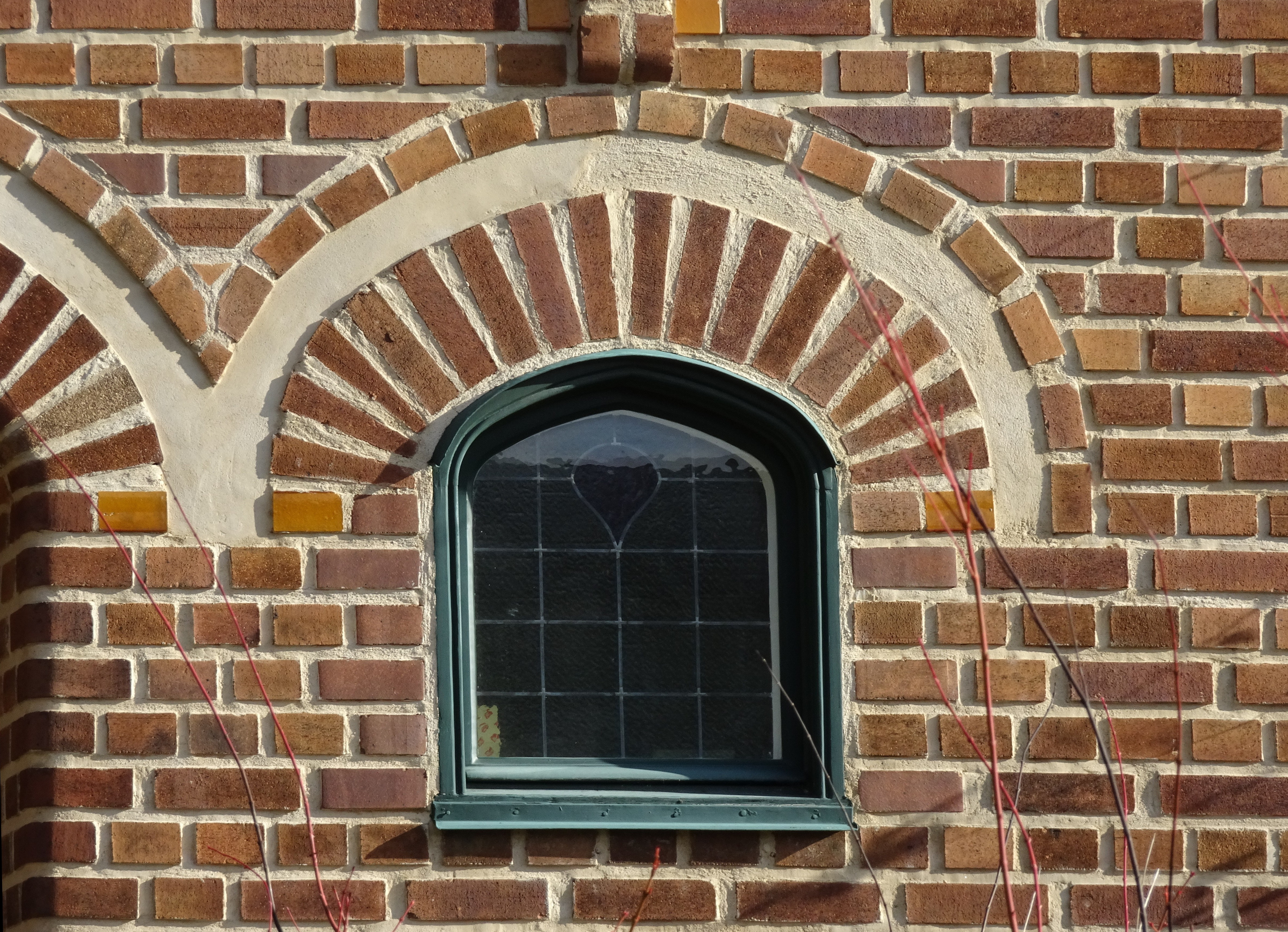
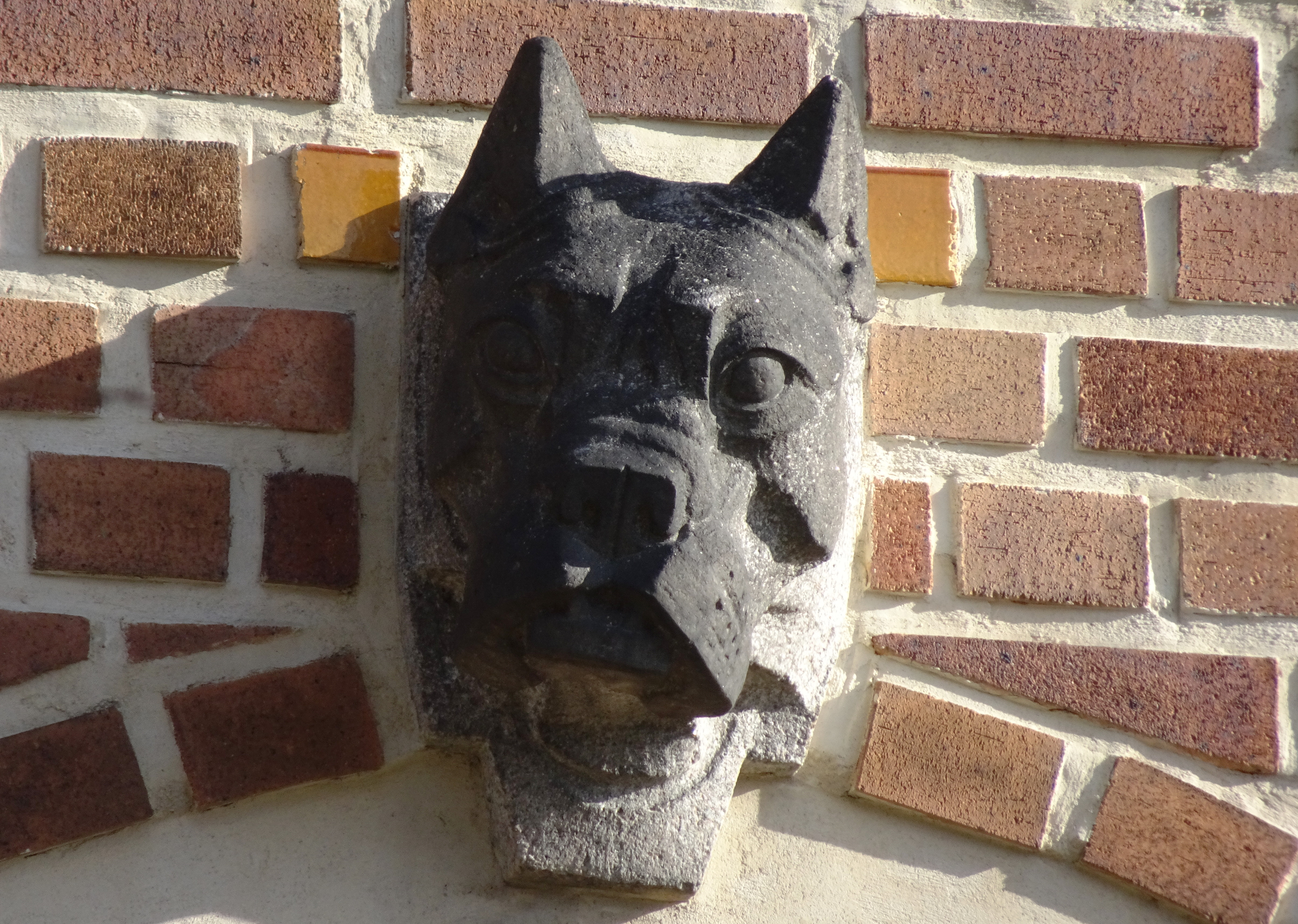